# Severné Rakytovské sedlo

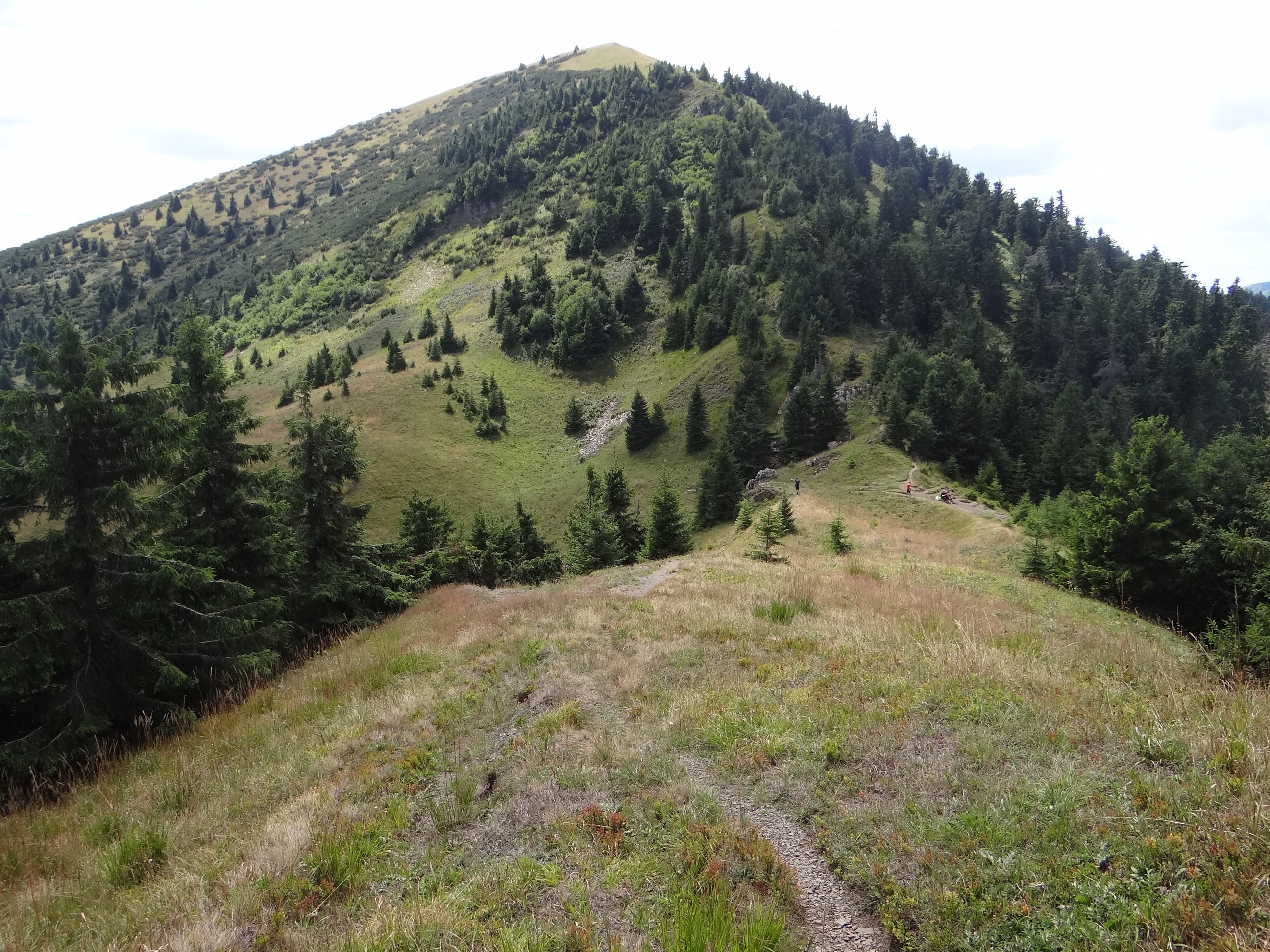
Severné Rakytovské sedlo i Rakytov

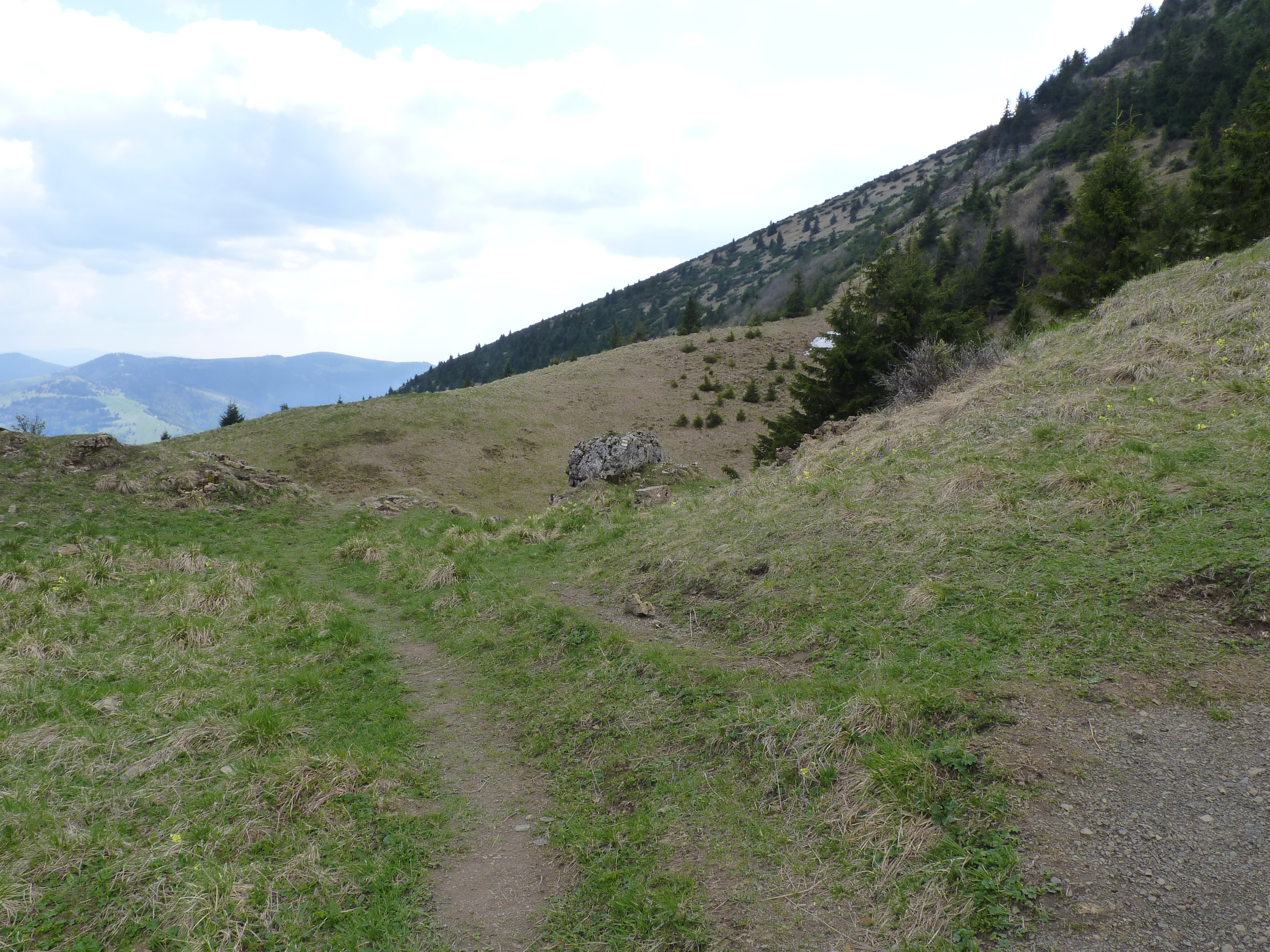
Rejon przełęczy

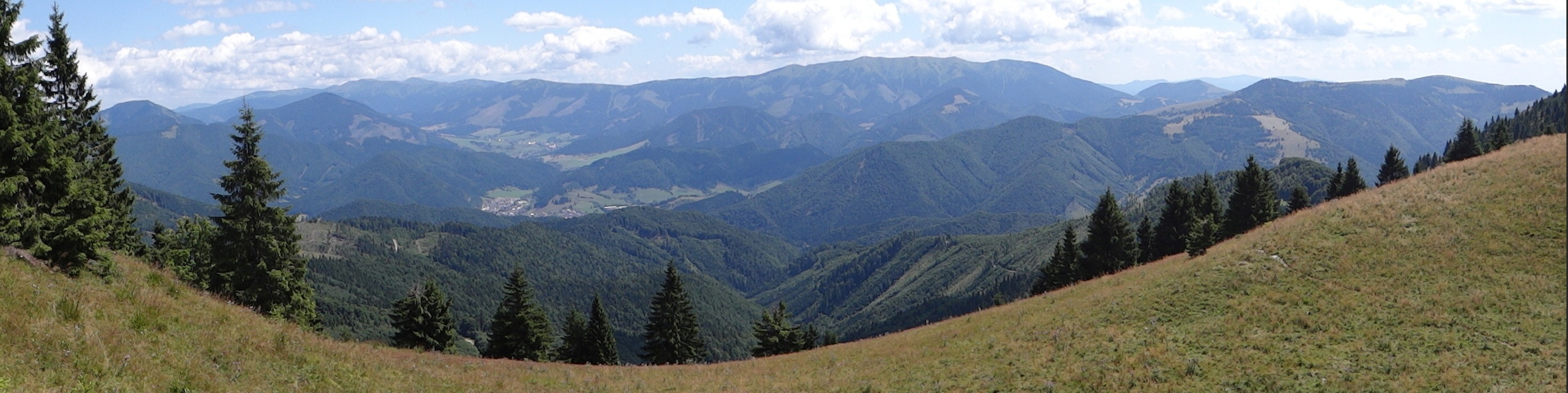
Widok z przełęczy na południe

Severné Rakytovské sedlo  (ok. 1405 m) – szeroka, trawiasta przełęcz w Wielkiej Fatrze na Słowacji. Oddziela szczyt Rakytov (1567 m) na zachodzie od Tanečnicy (1459 m) na wschodzie. Południowo-wschodnie stoki opadają do Teplej doliny (Teplá dolina), północno-zachodnie do doliny potoku Rakytov.
Przełęcz stanowi węzeł znakowanych szlaków turystycznych. Krzyżuje się na niej zielony szlak biegnący głównym grzbietem Wielkiej Fatry z żółtym podchodzącym z Doliny Rewuckiej (Revúcka dolina). Szlak ten po przekroczeniu przełęczy okrąża od północnej i zachodniej strony szczyt Rakytov i dołącza do zielonego szlaku po zachodniej stronie Rakytova. Umożliwia on ominięcie wspinania się na szczyt Rakytova (np. przy złej pogodzie).

## Szlaki turystyczne
Rużomberk – Krkavá skala – Pod Sidorovom – Sedlo pod Vtáčnikom – Vtáčnik – Vyšné Šiprúnske sedlo – Nižné Šiprúnske sedlo – Malá Smrekovica – Močidlo, hotel Smrekovica – Skalná Alpa – Tanečnica – Severné Rakytovské sedlo – Rakytov – Južné Rakytovské sedlo – Minčol – Sedlo pod Čiernym kameňom – Sedlo Ploskej – Chata pod Borišovom.
  odcinek: Močidlo, Hotel Smrekovica – Skalná Alpa – Tanečnica – Severné Rakytovské sedlo.  Czas przejścia: 1.15 h, ↓ 1.30 h
  odcinek: Severné Rakytovské sedlo – Rakytov – Južné Rakytovské sedlo – Minčol – Sedlo pod Čiernym kameňom. Czas przejścia: 1.30 h, ↓ 1.40 h
  Teplé – Teplá dolina – Severné Rakytovské sedlo. Czas przejścia: 2.45 h, ↓ 2.15 h
  Severné Rakytovské sedlo – Južné Rakytovské sedlo. Czas przejścia: 0.30 h, ↓ 0.30 h